# Neoclytus acuminatus
Espèce
Synonymes
- Callidium acuminatum (Fabricius, 1775)

Le clyte du frêne (Neoclytus acuminatus), en anglais : Redheaded ash borer, est une espèce de coléoptères de la famille des cérambycidés originaire de l'Amérique du Nord, qui vit dans les forêts et boisés caducifoliés. Elle peut atteindre jusqu'à 16 mm de long.

## Cycle
Tôt au printemps, les adultes surgissent des troncs d'arbre en décomposition, notamment le Frêne et le Chêne, et parfois des Vignes et arbrisseaux. Au moins deux générations peuvent se chevaucher durant la même année. On présume que le Clyte du frêne hiverne à son stade pupal.

## Description
Sa livrée est rouge, aux élytres noirs ornés de quatre bandes jaunes, dont certaines légèrement obliques. Ses antennes présentent des antennomères rougeâtres, et s'évasent quelque peu vers son apex brunâtre. Son pronotum est conique, parfois presque sphérique, et présente quelques protubérances en sa partie centrale. Ses pattes postérieures peuvent atteindre une fois et demie la longueur du corps, et ses pattes médianes égalent la longueur du corps. Quant à ses pattes antérieures, elles sont nettement plus modestes. Le Clyte du frêne peut atteindre de 4 jusqu'à 16 mm de long, ou plus.

## Alimentation
Sa larve se nourrit de la sève et des sucs organiques issus de la décomposition du bois.

## Nuisance
En certaines régions et zones de reboisement, il peut s'attaquer aux jeunes arbres et autres pousses, aux arbres tombés. Sa larve peut affaiblir un jeune arbre en s'alimentant de la sève. Néanmoins, le Clyte du frêne est bénéfique pour nos forêts, en contribuant à l'élimination de ses vieux arbres morts.